# Tomocerus sibiricus
Tomocerus sibiricus is een springstaartensoort uit de familie van de Tomoceridae. De wetenschappelijke naam van de soort is voor het eerst geldig gepubliceerd in 1891 door Reuter.